# Wieża wiertnicza

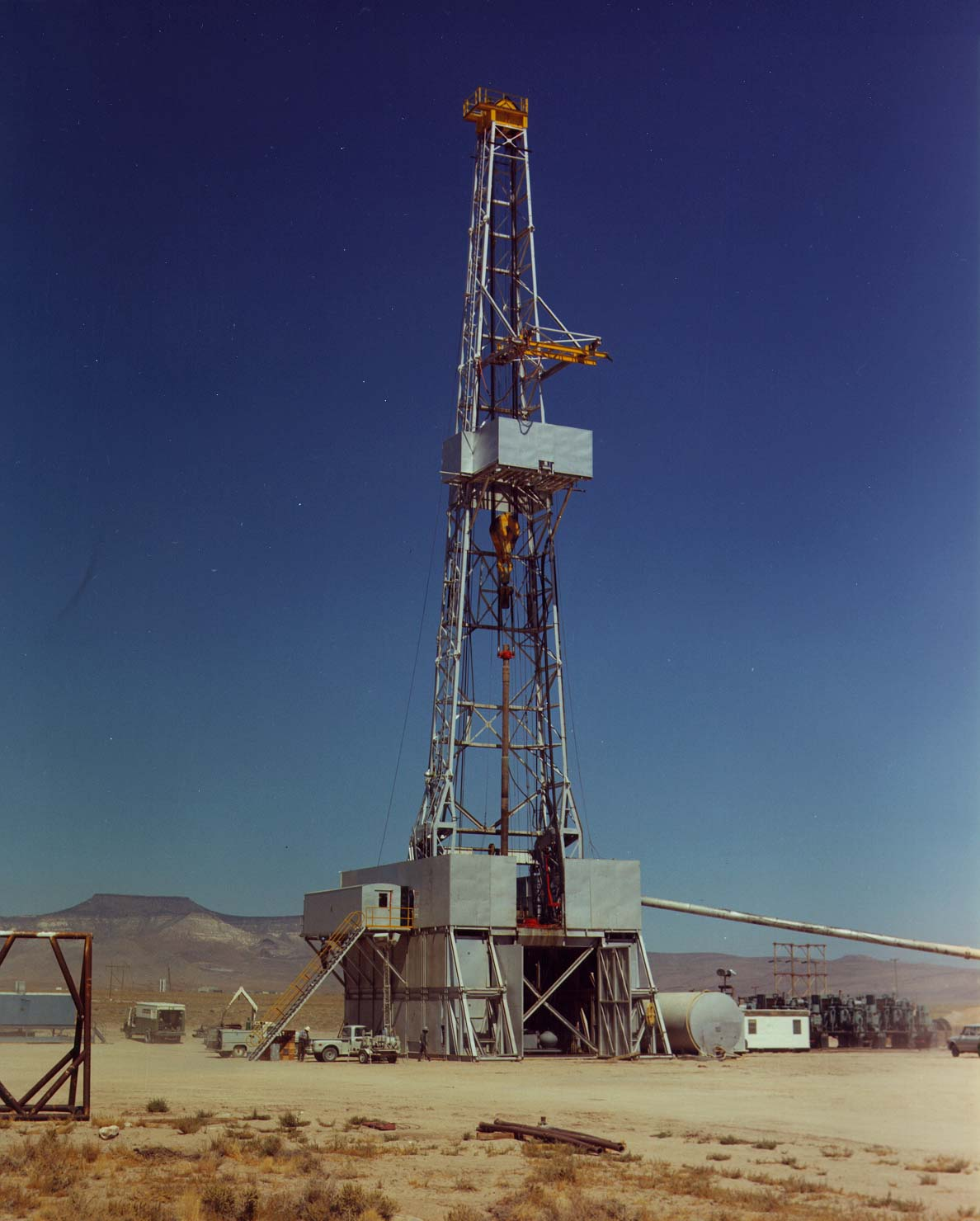
Amerykańska wieża wiertnicza IDECO 2500

Wieża wiertnicza (maszt wiertniczy) – wieża zbudowana z metalowych kratownic, o wysokości do kilkudziesięciu metrów, służąca do wprowadzania przewodu wiertniczego do otworu wiertniczego.
Wieża wiertnicza posiada pomosty robocze oraz system olinowania z wielokrążkiem ruchomym, do którego zamocowany jest hak wiertniczy. Na szczycie wieży znajduje się pomost roboczy oraz blok wielokrążka stałego (nieruchomego). Konstrukcja wieży pozwala na przenoszenie ruchu obrotowego stołu wiertniczego na przewód wiertniczy zakończony świdrem oraz prace związane z zapuszczaniem i wyciąganiem przewodu wiertniczego, rur okładzinowych oraz osprzętu wiertniczego i geofizycznego. Zawiera również wyciąg wiertniczy, napęd stołu wiertniczego, pompy płuczkowe (służące do pompowania płuczki wiertniczej), agregaty prądotwórcze.

## Lista komponentów

Schematyczny rysunek wieży wiertniczej

Urządzenia wieży zależą w dużym stopniu od rodzaju wieży, ale zazwyczaj zawierają większość wymienionych poniżej komponentów.
1. Zbiornik płuczki wiertniczej
2. Sito wibracyjne
3. Rurociąg ssący
4. Pompa płuczkowa
5. Silnik lub inne źródło napędu
6. Rurociąg tłoczący
7. Wyciąg wiertniczy
8. Rurociąg tłoczący
9. Wąż płuczkowy
10. Przegub elastyczny
11. Wielokrążek ruchomy
12. Lina stalowa
13. Wielokrążek górny (stały)
14. Wieża wiertnicza
15. Mostek
16. Pasy przewodu – rury płuczkowe
17. Kloc drewniany do odstawiania przewodu wiertniczego
18. Głowica płuczkowa (na nowszych wieżach zastępowane przez napęd na końcu przewodu wiertniczego – Top drive
19. Graniatka
20. Stół obrotowy napędzający przewód wiertniczy od przekładni stożkowej
21. Podłoga szybu wieży wiertniczej
22. Kominek
23. Głowica przeciwwybuchowa uniwersalna
24. Blok głowic przeciwwybuchowych szczękowych
25. Przewód wiertniczy
26. Świder wiertniczy
27. Głowica uszczelniająca
28. Odpływ płuczki – odlewa